# Reconstruction Site
Reconstruction Site è un album del 2003 dei Weakerthans.
Un ciclo di canzoni che parlano di tristezza, rimpianti e perdite: l'album è tematicamente incorniciato da tre tracce, "(Manifest)", "(Hospital Vespers)" e "(Past-Due)", che accolgono con la stessa melodia tre diversi sonetti su un malato terminale in ospedale.
Altri brani esaminano i temi del disco da diversi punti di vista: "Plea From a Cat Named Virtute" è scritta dalla prospettiva del gatto di un depresso; "One Great City!" tratta la relazione di amore-odio tra Samson e la sua città natale, Winnipeg; infine, in "Our Retired Explorer" si immagina una cena tra Michel Foucault ed un membro nostalgico della spedizione di Ernest Shackleton in Antartide.
Sarah Harmer e Christine Fellows hanno partecipato alla realizzazione dell'album. Per la copertina si deve ringraziare l'artista canadese, anch'egli di Winnipeg, Marcel Dzama.
Su Amazon.com sono stati resi disponibili al download gli MP3 di "Plea From a Cat Named Virtute" e del brano che dà il titolo all'album.

## Tracce
1. (Manifest)  – 1:45
2. The Reasons  – 2:50
3. Reconstruction Site  – 2:45
4. Psalm for the Elks Lodge Last Call  – 2:45
5. Plea from a Cat Named Virtute  – 3:48
6. Our Retired Explorer (Dines With Michel Foucault in Paris, 1961)  – 2:23
7. Time's Arrow  – 2:53
8. (Hospital Vespers)  – 1:41
9. Uncorrected Proofs  – 2:42
10. A New Name for Everything  – 4:04
11. One Great City!  – 2:55
12. Benediction  – 3:28
13. The Prescience of Dawn  – 4:37
14. (Past-Due)  – 2:10

Tutte le canzoni sono dei Weakerthans e tutti i testi di John K. Samson.